# Choroba kociego pazura
Choroba kociego pazura, inaczej gorączka kociego pazura (ang. cat scratch fever, cat scratch disease) – bakteryjna choroba odzwierzęca przenoszona przede wszystkim przez młode koty, powodująca podostre lub przewlekłe miejscowe stany zapalne węzłów chłonnych po zakażeniu skóry, oczu lub błony śluzowej. Została opisana po raz pierwszy w 1889 przez Henri Parinauda.

## Epidemiologia
Czynnikiem chorobowym są Gram-ujemne bakterie Bartonella henselae i rzadziej Bartonella clarridgeiae; przenikają do organizmu człowieka najczęściej na skutek zadrapania przez zwierzę-nosiciela. Choroba jest najczęstsza w krajach o klimacie ciepłym i wilgotnym, ale występuje na całym świecie – w USA częstość występowania wynosi 9,3 na 100 000 osób, a liczba hospitalizacji oscyluje wokół 1000. Ok. 1/3 kotów jest zakażonych bakterią Bartonella henselae.

## Rozpoznanie
Podstawą rozpoznania jest wywiad wskazujący na kontakt z młodymi kotami, powiększone węzły chłonne, zmiana pierwotna (grudka lub krosta), badania obrazowe węzłów chłonnych, a jako potwierdzenie stosowane są badania serologiczne.

## Przebieg choroby
Początkowo choroba przebiega bezobjawowo lub tylko z objawami miejscowymi w miejscu zranienia (miejscowe zaczerwienienie, grudka zapalna lub krosta). Po 1–6 tygodniach od infekcji pojawia się tkliwość i powiększenie sąsiadujących węzłów chłonnych (szyjne, podpachowe, pachwinowe, podżuchwowe, wewnątrzbrzuszne) do 5 cm średnicy (około 20% chorych ma powiększoną dużą ich liczbę), mogących ulegać ropieniu (10–30% przypadków), przebiciu i samoistnej ewakuacji treści ropnej; u części pacjentów ewentualnie inne objawy chorobowe (gorączka, powiększenie wątroby i śledziony, bóle głowy, pleców, podbrzusza, zmęczenie).
Większość przypadków ma łagodny przebieg i mija w ciągu około 10 dni, niezależnie od tego, czy zastosowano leczenie antybiotykami; u pacjentów z upośledzonym układem odpornościowym, przebieg może być jednak poważniejszy i wymagać intensywnej opieki medycznej. U części chorych występuje zakażenie rozsiane z ziarniniakami wątroby i śledziony, zajęciem ośrodkowego układu nerwowego z encefalopatią, w skrajnych przypadkach z drgawkami i zmianami w kościach.

## Powikłania
Choroba w większości przypadków ustępuje w ciągu najwyżej 6 miesięcy. Powikłania najczęściej obejmują zropienie węzła chłonnego, zespół Parinauda, zajęcie siatkówki grożące ślepotą i zapalenie mózgu. W rzadkich przypadkach mogą powstać zapalenie szpiku kostnego, małopłytkowość, zajęcie kości i zapalenie wsierdzia.

## Prewencja i leczenie
Prewencja obejmuje unikanie zakażenia, a więc ograniczenie kontaktu z kociętami. W leczeniu stosuje się dawkowanie antybiotyku azytromycyny, stosowanie wilgotnych, gorących okładów na powiększone węzły chłonne, które w rzadkich przypadkach wymagają nakłucia celem opróżnienia z ropy. Stosowane jest także usunięcie zajętego węzła chłonnego lub przetoki. W leczeniu można stosować chinolony i tetracykliny.
Profilaktyka zakażeń u kotów polega na stosowaniu środków przeciw pchłom, które przenoszą chorobę w populacji kotów.